# Tamari
Il tamari (o miso-damari, come è chiamato nella regione di Chubu, principale produttrice del tamari) è una salsa di soia giapponese, una varietà di shoyu poco salata e dal sapore forte. È tradizionalmente usata per condire il riso e i piatti a base di verdura.
Nata 2500 anni fa in Cina, si diffuse in Giappone, grazie anche alla proibizione buddhista di usare salse a base di carne o pesce. La variante Giapponese non contiene frumento.
La salsa tamari è indicata a chi soffre di celiachia, mentre le altre shoyu sono sconsigliate a costoro.